# Gwardia Ludowa

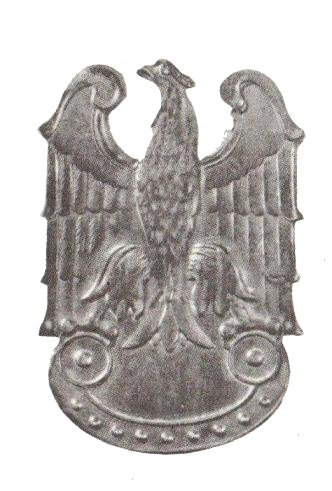
Mössmärke för Gwardia Ludowa.

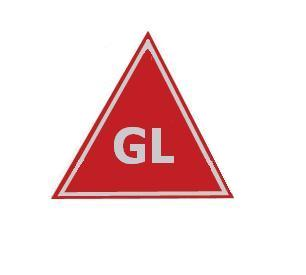
Förbandstecken för Gwardia Ludowa.

Gwardia Ludowa (GL) (Folkgardet) var en kommunistisk motståndsrörelse i Polen under andra världskriget. Den bildades 1942 och infogades 1944 i Armia Ludowa. Får inte förväxlas med det polska socialistpartiets motståndsrörelse Gwardia Ludowa WRN.

## Tillkomst
Organisationen bildades 1942 när de sedan det tyska anfallet mot Sovjetunionen organiserade kommunistiska motståndsgrupperna samordnades i GL.

## Storlek
GL hade på hösten 1943 10 000 medlemmar, av vilka knappt 2 000 var aktiva gerillakrigare.

## Avveckling
GL ingick 1944 som kärna i den nybildade polska kommunistiska folkarmén Armia Ludowa.